# عادل عمر
عادل عمر (بالإنجليزية: Adil Omar)‏ هو ملحن ومنتج أسطوانات باكستاني، ولد في 17 مايو 1991 في لندن في المملكة المتحدة.

## وصلات خارجية
- الموقع الرسمي
- عادل عمر على موقع IMDb (الإنجليزية)
- عادل عمر على موقع ميوزك برينز (الإنجليزية)
- عادل عمر على موقع ديسكوغز (الإنجليزية)
- عادل عمر على موقع قاعدة بيانات الفيلم (الإنجليزية)